# Joaquín Antonio de Cezar y Camacho
Joaquín Antonio de Cezar y Camacho (nacido el 19 de noviembre de 1826 en Estremera, Madrid) fue político.

## Reseña biográfica
En 1850 fue nombrado Oficial del Gobierno Provincial de Ávila.
Oficial del Gobierno Provincial de Salamanca en 1856.
En 1858 fue nombrado Auxiliar Segundo del Ministerio de la Gobernación.
Secretario del Gobierno Provincial de Toledo en 1852.
Fue Secretario del Gobierno de Zaragoza a partir del 22 de julio de 1863.
Del 03 de noviembre de 1863 al 12 de noviembre de 1863 fue Presidente de la Diputación Provincial de Zaragoza.
En 1865 fue nombrado gobernador civil interino. Secretario del Gobierno de Barcelona.
| Predecesor: Cayetano Bonafós | Presidente de la Diputación Provincial de Zaragoza 03 de noviembre de 1863 al 12 de noviembre de 1863 | Sucesor: Juan Alonso Colmenares |